# Metallura
A Metallura  a madarak osztályának sarlósfecske-alakúak (Apodiformes)  rendjébe és a kolibrifélék (Trochilidae) családjába tartozó nem.

## Rendszerezésük
A nemet John Gould angol ornitológus írta le 1847-ben, az alábbi 9 faj tartozik ide:
- Metallura phoebe
- Metallura tyrianthina
- Metallura iracunda
- Metallura aeneocauda
- Metallura theresiae
- Metallura eupogon
- Metallura odomae
- Metallura williami
- Metallura baroni

## Előfordulásuk
Dél-Amerikában az Andok hegységben honosak. Természetes élőhelyeik a szubtrópusi és trópusi hegyi esőerdők és száraz erdők, valamint magaslati füves puszták és cserjések. Állandó, nem vonuló fajok.

## Megjelenésük
Testhosszuk 10-14 centiméter közötti.